# Jáksó László
Jáksó László, Jáksó László Miklós (Szeged, 1968. szeptember 11.) magyar rádiós és televíziós műsorvezető, rendező, szerkesztő.

## Életpályája
Édesapja dr. Jáksó László (1923–2003) a Vakok Intézetének igazgatóhelyettese, majd a Magyar Vakok és Gyengénlátók Országos Szervezetének elnöke volt, édesanyja Endrényi Vilma. A József Attila Tudományegyetem Ságvári Endre Gyakorló Gimnázium (ma SZTE Báthory István Gyakorló Gimnázium és Általános Iskola) francia szakát végezte el. Ezután a 624. számú Szakközépiskolában kezdett rádióműszerésznek tanulni, de ebből a kétéves szakból csak az első évet végezte el. Később a Színház- és Filmművészeti Főiskolára járt, televíziós rendező- szerkesztő-műsorvezető szakra, itt négy év után diplomát is szerzett. Előbb a Kossuth Rádióhoz, azután Danubius Rádióhoz, a Duna Televízióhoz, majd az RTL Klubhoz került. A Duna TV-ben a Ziccer című ifjúsági műsort vezette. 2000. szeptemberétől vezette a Heti Hetes című műsort, annak megszűnéséig. 2009-ben a Danubius Rádió megszűnését követően az ugyanazon a frekvencián működő Class FM-hez igazolt.
Korábbi élettársával Halkó Gabriellával 2017-ben megalapították az  Első Magyar Virtuális Kiadó Kft.-t, amelynek fő profiljaként világhálóportál-szolgáltatás került megjelölésre. Emellett más közös vállalkozásaik is voltak. Régebben Kaminski Fanny szintén a barátnője volt.
Egy fiúgyermek, Bence édesapja. 2019-ben megnősült, 51 éves korában.

## Legismertebb műsorai
- Jáksó Hot 20 (Danubius Rádió 1998-2009)
- Heti Hetes (2000-2016, RTL Klub majd RTL 2)
- Kész Átverés Show (RTL Klub)
- Nekünk 80 (Vágó Istvánnal közösen)
- Hungarikum (Cool TV)
- Jáksó Top 20 (Class FM 2009-2014)
- Ripost (Sláger FM 2016-2020)
- Ébredj Jáksóval! (Sláger Reggel) (Sláger FM 2020. január-április[9])
- Szombat Esti Láz (2016)

## Jáksó Top 20
A CLASS FM-en futott a Jáksó Hot 20-hez nagyon hasonló műsora a Jáksó Top 20. Az új műsor lényege, hogy dalokra lehet szavazni, ugyanúgy, mint a Danubiuson korábban. Jáksó a következőképpen jellemezte a műsort:
A műsorom az, ami mindig is volt: kavalkád, állatkert, ösztönös kommunikáció, ahogy tetszik. Sohasem érdekelt, mi a címe, mi a vállalt feladata. Végül úgyis az lesz belőle, hogy emberek felhívnak, vagy interjúban beszélnek hozzám, én pedig reagálok. Bunkónak bunkó módon, kedvesnek kedvesen. Én csak tükrözni tudok, de azt nagyon.
A műsor megszűnt a Class FM-től történt távozása miatt 2014 augusztusában.

## Ripost
A Sláger FM-es műsora a Ripost minden szombat és vasárnap 16 órától 20 óráig futott a 95,8 Sláger FM-en, mely könnyed hangvételű műsor, ami a betelefonálók véleményére épül.
A műsorban feltűnnek vendég műsorvezetők is alkalomszerűen, többek között Ómolnár Miklós, Nováki Jules.
2017 elejétől 2020-ig a Sláger FM program igazgatója és kreatív vezetője volt.
2020 januártól áprilisáig a Sláger Reggel című műsort vezette a Sláger FM-en, a Ripost helyett.  Hétvégén délutánonként így a Sláger Hétvége című műsor hallható a Ripost helyett. 2020 áprilisában távozott a Sláger FM-től, a Sláger Reggelt így Viktorin Tamás és Pordán Petra vezetik.

## Filmjei
- Argo (2004)
- Barátok közt (2014)[13]

## Könyvei
- Hogyan lettem szép; lejegyezte Karizs Tamás; Stardust Publ., Bp., 2001
- Thomas White–Jáksó László: Büntetlenül; Tennis Ball '88 Kft., Bp., 2003